# Herrarnas svikthopp i simhopp vid olympiska sommarspelen 1984
Herrarnas svikthopp i de olympiska simhoppstävlingarna vid de olympiska sommarspelen 1984 hölls den 7-8 augusti i Uytengsu Aquatics Center.

## Medaljörer
| Event             | Guld              | Silver           | Brons               |
| 3 meter svikthopp | Greg Louganis USA | Tan Liangde Kina | Ronald Merriott USA |

## Resultat
| Placering | Hoppare                  | Kval   | Kval      | Final            |
| Placering | Hoppare                  | Poäng  | Placering | Poäng            |
| --------- | ------------------------ | ------ | --------- | ---------------- |
| 1         | Greg Louganis (USA)      | 752,37 | 1         | 754,41           |
| 2         | Tan Liangde (CHN)        | 600,99 | 4         | 662,31           |
| 3         | Ronald Merriott (USA)    | 628,47 | 2         | 661,32           |
| 4         | Li Hongping (CHN)        | 611,55 | 3         | 646,35           |
| 5         | Christopher Snode (GBR)  | 592,68 | 5         | 609,51           |
| 6         | Piero Italiani (ITA)     | 573,69 | 6         | 578,94           |
| 7         | Albin Killat (FRG)       | 549,39 | 8         | 569,52           |
| 8         | Steve Foley (AUS)        | 543,87 | 9         | 561,93           |
| 9         | Jorge Mondragón (MEX)    | 537,03 | 10        | 550,35           |
| 10        | Dieter Dörr (FRG)        | 533,61 | 11        | 549,33           |
| 11        | Juha Ovaskainen (FIN)    | 532,17 | 12        | 548,55           |
| 12        | Carlos Girón (MEX)       | 549,75 | 7         | 530,04           |
| 13        | Jon Grunde Vegard (NOR)  | 531,48 | 13        | Gick inte vidare |
| 14        | Randy Sageman (CAN)      | 527,97 | 14        | Gick inte vidare |
| 15        | Nigel Stanton (GBR)      | 521,61 | 15        | Gick inte vidare |
| 16        | Tom Lemaire (BEL)        | 515,16 | 16        | Gick inte vidare |
| 17        | Ricardo Camacho (ESP)    | 509,10 | 17        | Gick inte vidare |
| 18        | Mark Graham (NZL)        | 497,55 | 18        | Gick inte vidare |
| 19        | Fernando Henderson (DOM) | 492,15 | 19        | Gick inte vidare |
| 20        | Reynaldo Castro (DOM)    | 485,16 | 20        | Gick inte vidare |
| 21        | Carlos Isturiz (VEN)     | 483,00 | 21        | Gick inte vidare |
| 22        | Gary Lamb (NZL)          | 477,66 | 22        | Gick inte vidare |
| 23        | Mike Mourant (CAN)       | 476,19 | 23        | Gick inte vidare |
| 24        | Andy Kwan (HKG)          | 433,89 | 24        | Gick inte vidare |
| 25        | Isao Yamagishi (JPN)     | 427,14 | 25        | Gick inte vidare |
| 26        | Said Daw (EGY)           | 407,88 | 26        | Gick inte vidare |
| 27        | Yang Wai Kam (HKG)       | 387,63 | 27        | Gick inte vidare |
| 28        | Tamer Farid (EGY)        | 373,71 | 28        | Gick inte vidare |
| 29        | Abdulla Abuqrais (KUW)   | 312,24 | 29        | Gick inte vidare |
| 30        | Majed Altaqi (KUW)       | 299,16 | 30        | Gick inte vidare |